# 55 Andromedae
55 Andromedae (55 And), som är stjärnans Flamsteedbeteckning, är en ensam stjärna belägen i den mellersta delen av stjärnbilden Andromeda. Den har en skenbar magnitud på ca 5,42 och är svagt synlig för blotta ögat där ljusföroreningar ej förekommer. Baserat på parallaxmätning inom Hipparcosuppdraget på ca 4,5 mas, beräknas den befinna sig på ett avstånd på ca 730 ljusår (ca 224 parsek) från solen. Stjärnan rör sig närmare solen med en heliocentrisk radiell hastighet av ca –7,6 km/s och ingår i Sirius superhop.

## Egenskaper
55 Andromedae är en röd till orange jättestjärna av spektralklass K1 III, vilket anger att den har förbrukat förrådet väte i dess kärna och utvecklats bort från huvudserien. Den har en radie som är ca 27 gånger större än solens och utsänder ca 436 gånger mera energi än solen från dess fotosfär vid en effektiv temperatur på ca 4 300 K.
55 Andromedae har en visuell följeslagare av magnitud 10,90 separerad från huvudstjärnan med 59,00 bågsekunder vid en positionsvinkel på 357°. År 1828 var denna separation endast 20,0 bågsekunder.